# Покретни самогласници
Покретни самогласници (факултативне фонеме) представљају фонолошку појаву у неким речима да се изговарају и пишу са самогласником, али и без тог самогласника. Најчешће је у питању самогласник /а/ или, ређе, самогласници /е/ и /у/.

## Примери
1. у прилошким речима:
- сад/сада, тад/тада, никад/никада

2. у глаголским речима:
- јест/јесте (3. лице једнине презента),
- прочитав/прочитавши, рекав/рекавши (глаголски прилог прошли)

3. у падежним облицима придевско-заменичких речи:
- тог/тога, храброг/храброга (генитив и акузатив једнине),
- том/томе, храбром/храброме (датив једнине),
- тим/тима, храбрим/храбрима (датив, инструментал и локатив множине)